# Liga 1
Liga 1 (ze względów sponsorskich Liga 1 Te Apuesto) – najwyższa klasa rozgrywkowa piłki nożnej mężczyzn w Peru. Występuje w niej dziewiętnaście klubów, z których najlepszy zostaje mistrzem Peru.
Rozgrywki są toczone systemem ligowo-pucharowym. Roczny sezon jest podzielony na wiosenną (Apertura) i jesienną (Clausura) fazę. Zespoły, które zajęły pierwsze miejsce w tabelach faz Apertura i Clausura, a także drużyny z miejsc 1–2 sumarycznej tabeli Apertury i Clausury spotykają się na koniec roku w fazie play-off, której zwycięzca zdobywa tytuł mistrzowski. Co roku trzy najsłabsze zespoły z sumarycznej tabeli Apertury i Clausury spadają do drugiej ligi. Mistrz i wicemistrz Peru, a także dwie najlepsze drużyny z sumarycznej tabeli Apertury i Clausury kwalifikują się do rozgrywek Copa Libertadores, zaś cztery najlepsze zespoły z sumarycznej tabeli Apertury i Clausury, które nie zakwalifikowały się do Copa Libertadores, kwalifikują się do rozgrywek Copa Sudamericana.

## Aktualny skład
|  |  | Klub                      | Miasto      | Założenie | Stadion                      | Pojemność     |
|  |  | ------------------------- | ----------- | --------- | ---------------------------- | ------------- |
|  |  | ADT                       | Tarma       | 1929      | Unión Tarma                  | 5 000 miejsc  |
|  |  | Alianza Atlético          | Sullana     | 1920      | Campeones del 36             | 10 000 miejsc |
|  |  | Alianza Lima              | Lima        | 1901      | Alejandro Villanueva         | 35 000 miejsc |
|  |  | Alianza Universidad       | Huánuco     | 1939      | Heraclio Tapia               | 20 000 miejsc |
|  |  | Atlético Grau             | Piura       | 1919      | Estadio Miguel Grau (Piura)  | 23 550 miejsc |
|  |  | Ayacucho                  | Ayacucho    | 2008      | Ciudad de Cumaná             | 17 000 miejsc |
|  |  | Cienciano                 | Cuzco       | 1901      | Inca Garcilaso de la Vega    | 42 056 miejsc |
|  |  | Comerciantes Unidos       | Cutervo     | 2002      | Juan Maldonado Gamarra       | 10 030 miejsc |
|  |  | Cusco                     | Cuzco       | 2009      | Inca Garcilaso de la Vega    | 42 056 miejsc |
|  |  | Deportivo Binacional      | Desaguadero | 2010      | Guillermo Briceño Rosamedina | 15 000 miejsc |
|  |  | Deportivo Garcilaso       | Cuzco       | 1957      | Inca Garcilaso de la Vega    | 42 056 miejsc |
|  |  | Juan Pablo II College     | Chongoyape  | 2015      | Municipal de la Juventud     | 2 000 miejsc  |
|  |  | Los Chankas               | Andahuaylas | 1989      | Los Chankas                  | 10 000 miejsc |
|  |  | Melgar                    | Arequipa    | 1915      | Monumental UNSA              | 40 217 miejsc |
|  |  | Sport Boys                | Callao      | 1927      | Estadio Miguel Grau (Callao) | 17 000 miejsc |
|  |  | Sport Huancayo            | Huancayo    | 2007      | Huancayo                     | 24 000 miejsc |
|  |  | Sporting Cristal          | Lima        | 1955      | Alberto Gallardo             | 20 000 miejsc |
|  |  | Universitario de Deportes | Lima        | 1924      | Monumental                   | 80 093 miejsc |
|  |  | UTC                       | Cajamarca   | 1964      | Héroes de San Ramón          | 18 000 miejsc |

## Historia
Początki futbolu w Peru sięgają przełomu XIX i XX wieku, a pierwszymi nauczycielami, tak jak we wszystkich krajach, byli przebywający tam Brytyjczycy. W latach 1912–1921 mistrzostwa Peru (Campeonato Peruano) rozgrywano w Limie między miejscowymi klubami. W roku 1922 założona została ogólnonarodowa federacja piłkarska Federación Peruana de Fútbol. W latach 1926 i 1927 rozegrano nieoficjalne mistrzostwa ogólnonarodowe (Liga Nacional de Football). W 1928 roku FPF zosrganizowała już oficjalną ligę peruwiańską, choć w rzeczywistości grały w niej kluby jedynie z dwóch głównych miast – Limy i Callao. Jednak liga ta grupowała zdecydowanie najsilniejsze drużyny peruwiańskie, dlatego mistrzów tej ligi powszechnie uważano za mistrzów całego kraju.
W roku 1951 liga peruwiańska stała się ligą zawodową. W 1966 roku utworzono naprawdę ogólnonarodową ligę (Campeonato Descentralizado), do której dopuszczono kluby z całego Peru.
Począwszy od roku 1972 mistrzostwa rozgrywano stosując najróżniejsze formaty, z wstępnymi rozgrywkami obejmującymi region stołeczny (obszar miasta Limy) oraz skomplikowaną siecią lig regionalnych, które decydowały o tym, jakie kluby będą miały prawo gry w centralnych mistrzostwach. Te z kolei rozgrywane były różnie, często z podziałem na grupy (liguillas – małe ligi), z których najlepsze drużyny grały na koniec w normalnej lidze. W roku 1997 rozgrywki pierwszej ligi podzielono na dwa etapy – Apertura i Clausura. Zwycięzcy obu tych etapów walczyli na koniec o tytuł mistrz Peru.
Tradycyjnie najsilniejsze kluby pochodzą z Limy, szczególnie Alianza Lima (klub biedoty) i Universitario de Deportes (klub bogaczy), Sporting Cristal oraz z pobliskiego Callao klub Sport Boys Callao. Jednak kluby z prowincji w coraz większym stopniu zaczynają zagrażać dotychczasowym potęgom. Szczególnym przypadkiem jest klub Cienciano z miasta Cuzco, który jest jedynym peruwiańskim klubem, który wygrał międzynarodowy puchar (Copa Sudamericana 2003 i Recopa Sudamericana w 2004), choć jeszcze nigdy nie zdobył mistrzostwa Peru.

## Triumfatorzy
| 1912 | Lima Cricket (1)               | brak                       | Association                | brak danych                | brak danych                | brak danych                | brak danych                | Lima Cricket               |                            |
| 1913 | Jorge Chávez Nr. 1 (1)         | brak                       | Lima Cricket               | brak danych                | brak danych                | brak danych                | brak danych                | Jorge Chávez Nr. 1         |                            |
| 1914 | Lima Cricket (2)               | brak                       | Sport Alianza              | brak danych                | brak danych                | brak danych                | brak danych                | Lima Cricket               |                            |
| 1915 | Sport José Gálvez (1)          | brak                       | Atlético Peruano           | brak danych                | brak danych                | brak danych                | brak danych                | Sport José Gálvez          |                            |
| 1916 | Sport José Gálvez (2)          | brak                       | Jorge Chávez Nr. 1         | brak danych                | brak danych                | brak danych                | brak danych                | Sport José Gálvez          |                            |
| 1917 | Sport Juan Bielovucic (1)      | brak                       | Sport Alianza              | brak danych                | brak danych                | brak danych                | brak danych                | Sport Juan Bielovucic      |                            |
| 1918 | Sport Alianza (1)              | brak                       | Jorge Chávez Nr. 2         | brak danych                | brak danych                | brak danych                | brak danych                | Sport Alianza              |                            |
| 1919 | Sport Alianza (2)              | brak                       | Sport Sáenz Peña           | brak danych                | brak danych                | brak danych                | brak danych                | Sport Alianza              |                            |
| 1920 | Sport Inca (1)                 | brak                       | Sport Progreso             | brak danych                | brak danych                | brak danych                | brak danych                | Sport Inca                 |                            |
| 1921 | Sport Progreso (1)             | brak                       | Jorge Chávez Nr. 2         | brak danych                | brak danych                | brak danych                | brak danych                | Sport Progreso             |                            |
| 1922 | nie rozgrywano (1922–1925)     | nie rozgrywano (1922–1925) | nie rozgrywano (1922–1925) | nie rozgrywano (1922–1925) | nie rozgrywano (1922–1925) | nie rozgrywano (1922–1925) | nie rozgrywano (1922–1925) | nie rozgrywano (1922–1925) | nie rozgrywano (1922–1925) |
| 1923 | nie rozgrywano (1922–1925)     | nie rozgrywano (1922–1925) | nie rozgrywano (1922–1925) | nie rozgrywano (1922–1925) | nie rozgrywano (1922–1925) | nie rozgrywano (1922–1925) | nie rozgrywano (1922–1925) | nie rozgrywano (1922–1925) | nie rozgrywano (1922–1925) |
| 1924 | nie rozgrywano (1922–1925)     | nie rozgrywano (1922–1925) | nie rozgrywano (1922–1925) | nie rozgrywano (1922–1925) | nie rozgrywano (1922–1925) | nie rozgrywano (1922–1925) | nie rozgrywano (1922–1925) | nie rozgrywano (1922–1925) | nie rozgrywano (1922–1925) |
| 1925 | nie rozgrywano (1922–1925)     | nie rozgrywano (1922–1925) | nie rozgrywano (1922–1925) | nie rozgrywano (1922–1925) | nie rozgrywano (1922–1925) | nie rozgrywano (1922–1925) | nie rozgrywano (1922–1925) | nie rozgrywano (1922–1925) | nie rozgrywano (1922–1925) |
| 1926 | Sport Progreso (2)             | brak                       | Sport Alianza              | brak danych                | brak danych                | brak danych                | brak danych                | Sport Progreso             |                            |
| 1927 | Alianza Lima (3)               | brak                       | Unión Buenos Aires         | brak danych                | brak danych                | brak danych                | brak danych                | Alianza Lima               |                            |
| 1928 | Alianza Lima (4)               | 1–1                        | Federación Universitaria   | Alejandro Villanueva       | Alianza Lima               | 3                          | Guillermo Rivero           | Alianza Lima               |                            |
| 1928 | Alianza Lima (4)               | 2–0                        | Federación Universitaria   | Alejandro Villanueva       | Alianza Lima               | 3                          | Guillermo Rivero           | Alianza Lima               |                            |
| 1929 | Federación Universitaria (1)   | brak                       | Circolo Sportivo Italiano  | Carlos Cillóniz            | Federación Universitaria   | 8                          | Mario de las Casas         | Federación Universitaria   |                            |
| 1930 | Atlético Chalaco (1)           | brak                       | Alianza Lima               | Manuel Puente              | Atlético Chalaco           | 3                          | Telmo Carbajo              | Atlético Chalaco           |                            |
| 1931 | Alianza Lima (5)               | brak                       | Sporting Tabaco            | Alejandro Villanueva (2)   | Alianza Lima               | 16                         | Guillermo Rivero (2)       | Alianza Lima               |                            |
| 1932 | Alianza Lima (6)               | brak                       | Federación Universitaria   | Teodoro Fernández          | Federación Universitaria   | 11                         | Guillermo Rivero (3)       | Alianza Lima               |                            |
| 1933 | Alianza Lima (7)               | brak                       | Universitario de Deportes  | Teodoro Fernández (2)      | Universitario de Deportes  | 9                          | Guillermo Rivero (4)       | Alianza Lima               |                            |
| 1934 | Universitario de Deportes (2)  | 2–1                        | Alianza Lima               | Teodoro Fernández (3)      | Universitario de Deportes  | 9                          | brak danych                | Universitario de Deportes  |                            |
| 1935 | Sport Boys (1)                 | brak                       | Alianza Lima               | Jorge Alcalde              | Sport Boys                 | 5                          | brak danych                | Sport Boys                 |                            |
| 1936 | nie rozgrywano (1936)          | nie rozgrywano (1936)      | nie rozgrywano (1936)      | nie rozgrywano (1936)      | nie rozgrywano (1936)      | nie rozgrywano (1936)      | nie rozgrywano (1936)      | nie rozgrywano (1936)      |                            |
| 1937 | Sport Boys (2)                 | brak                       | Alianza Lima               | Juan Flores                | Sport Boys                 | 10                         | Víctor Alcalde             | Sport Boys                 |                            |
| 1938 | Deportivo Municipal (1)        | brak                       | Sport Boys                 | Jorge Alcalde (2)          | Sport Boys                 | 8                          | brak danych                | Deportivo Municipal        |                            |
| 1939 | Universitario de Deportes (3)  | brak                       | Sucre                      | Teodoro Fernández (4)      | Universitario de Deportes  | 15                         | Jack Greenwell             | Universitario de Deportes  |                            |
| 1940 | Deportivo Municipal (2)        | brak                       | Universitario de Deportes  | Teodoro Fernández (5)      | Universitario de Deportes  | 15                         | brak danych                | Deportivo Municipal        |                            |
| 1941 | Universitario de Deportes (4)  | brak                       | Deportivo Municipal        | Jorge Cabrejos             | Deportivo Municipal        | 13                         | Arturo Fernández           | Universitario de Deportes  |                            |
| 1942 | Sport Boys (3)                 | brak                       | Deportivo Municipal        | Teodoro Fernández (6)      | Universitario de Deportes  | 11                         | Raúl Chappell              | Sport Boys                 |                            |
| 1943 | Deportivo Municipal (3)        | brak                       | Alianza Lima               | Germán Cerro               | Universitario de Deportes  | 9                          | Juan Valdivieso            | Deportivo Municipal        |                            |
| 1944 | Sucre (1)                      | brak                       | Deportivo Municipal        | Víctor Espinoza            | Universitario de Deportes  | 16                         | Alfonso Huapaya            | Sucre                      |                            |
| 1945 | Universitario de Deportes (5)  | brak                       | Deportivo Municipal        | Teodoro Fernández (7)      | Universitario de Deportes  | 16                         | Arturo Fernández (2)       | Universitario de Deportes  |                            |
| 1946 | Universitario de Deportes (6)  | brak                       | Deportivo Municipal        | Valeriano López            | Sport Boys                 | 22                         | Arturo Fernández (3)       | Universitario de Deportes  |                            |
| 1947 | Atlético Chalaco (2)           | brak                       | Deportivo Municipal        | Valeriano López (2)        | Sport Boys                 | 20                         | José Arana                 | Atlético Chalaco           |                            |
| 1948 | Alianza Lima (8)               | brak                       | Atlético Chalaco           | Valeriano López (3)        | Sport Boys                 | 20                         | Adelfo Magallanes          | Alianza Lima               |                            |
| 1949 | Universitario de Deportes (7)  | brak                       | Sucre                      | Emilio Salinas             | Alianza Lima               | 18                         | Arturo Fernández (4)       | Universitario de Deportes  |                            |
| 1950 | Deportivo Municipal (4)        | brak                       | Sport Boys                 | Alberto Terry              | Universitario de Deportes  | 16                         | Juan Valdivieso (2)        | Deportivo Municipal        |                            |
| 1951 | Sport Boys (4)                 | brak                       | Deportivo Municipal        | Valeriano López (4)        | Sport Boys                 | 31                         | Alfonso Huapaya (2)        | Sport Boys                 |                            |
| 1952 | Alianza Lima (9)               | brak                       | Sport Boys                 | Emilio Salinas             | Alianza Lima               | 22                         | Luis Guzmán                | Alianza Lima               |                            |
| 1953 | Mariscal Sucre (2)             | brak                       | Alianza Lima               | Gualberto Bianco           | Atlético Chalaco           | 17                         | Carlos Iturrizaga          | Mariscal Sucre             |                            |
| 1954 | Alianza Lima (10)              | brak                       | Sporting Tabaco            | Vicente Villanueva         | Sporting Tabaco            | 14                         | Adelfo Magallanes (2)      | Alianza Lima               |                            |
| 1955 | Alianza Lima (11)              | 2–1                        | Universitario de Deportes  | Máximo Mosquera            | Alianza Lima               | 11                         | Adelfo Magallanes (3)      | Alianza Lima               |                            |
| 1956 | Sporting Cristal (1)           | brak                       | Alianza Lima               | Daniel Ruiz                | Universitario de Deportes  | 16                         | Luis Tirado                | Sporting Cristal           |                            |
| 1957 | Centro Iqueño (1)              | brak                       | Atlético Chalaco           | Daniel Ruiz (2)            | Universitario de Deportes  | 20                         | Roberto Scarone            | Centro Iqueño              |                            |
| 1958 | Sport Boys (5)                 | brak                       | Atlético Chalaco           | Juan Joya                  | Alianza Lima               | 17                         | Marcos Calderón            | Sport Boys                 |                            |
| 1959 | Universitario de Deportes (8)  | brak                       | Sport Boys                 | Daniel Ruiz (3)            | Universitario de Deportes  | 28                         | Segundo Castillo           | Universitario de Deportes  |                            |
| 1960 | Universitario de Deportes (9)  | brak                       | Sport Boys                 | Fernando Olaechea          | Centro Iqueño              | 18                         | Segundo Castillo (2)       | Universitario de Deportes  |                            |
| 1961 | Sporting Cristal (2)           | 2–0                        | Alianza Lima               | Alberto Gallardo           | Sporting Cristal           | 18                         | Juan Honores               | Sporting Cristal           |                            |
| 1962 | Alianza Lima (12)              | brak                       | Sporting Cristal           | Alberto Gallardo (2)       | Sporting Cristal           | 22                         | Jayme de Almeida           | Alianza Lima               |                            |
| 1963 | Alianza Lima (13)              | brak                       | Sporting Cristal           | Pedro Pablo León           | Alianza Lima               | 13                         | Jayme de Almeida (2)       | Alianza Lima               |                            |
| 1964 | Universitario de Deportes (10) | brak                       | Alianza Lima               | Ángel Uribe                | Universitario de Deportes  | 15                         | Marcos Calderón (2)        | Universitario de Deportes  |                            |
| 1965 | Alianza Lima (14)              | brak                       | Universitario de Deportes  | Carlos Urrunaga            | Defensor Lima              | 16                         | Jayme de Almeida (3)       | Alianza Lima               |                            |
| 1966 | Universitario de Deportes (11) | brak                       | Sport Boys                 | Teófilo Cubillas           | Alianza Lima               | 19                         | Marcos Calderón (3)        | Universitario de Deportes  |                            |
| 1967 | Universitario de Deportes (12) | brak                       | Sporting Cristal           | Pedro Pablo León (2)       | Alianza Lima               | 14                         | Marcos Calderón (4)        | Universitario de Deportes  |                            |
| 1968 | Sporting Cristal (3)           | 2–1                        | Juan Aurich                | Oswaldo Ramírez            | Sport Boys                 | 26                         | Didi                       | Sporting Cristal           |                            |
| 1969 | Universitario de Deportes (13) | brak                       | Defensor Arica             | Jaime Mosquera             | Deportivo Municipal        | 15                         | Roberto Scarone (2)        | Universitario de Deportes  |                            |
| 1970 | Sporting Cristal (4)           | brak                       | Universitario de Deportes  | Teófilo Cubillas (2)       | Alianza Lima               | 22                         | Vito Andrés Bártoli        | Sporting Cristal           |                            |
| 1971 | Universitario de Deportes (14) | brak                       | Alianza Lima               | Manuel Mellán              | Deportivo Municipal        | 25                         | Roberto Scarone (3)        | Universitario de Deportes  |                            |
| 1972 | Sporting Cristal (5)           | brak                       | Universitario de Deportes  | Francisco Gonzales         | Defensor Lima              | 20                         | Marcos Calderón (5)        | Sporting Cristal           |                            |
| 1973 | Defensor Lima (1)              | brak                       | Sporting Cristal           | Francisco Gonzales (2)     | Defensor Lima              | 25                         | Roque Máspoli              | Defensor Lima              |                            |
| 1974 | Universitario de Deportes (15) | brak                       | Unión Huaral               | Pablo Muchotrigo           | Cienciano                  | 32                         | Juan Hohberg               | Universitario de Deportes  |                            |
| 1975 | Alianza Lima (15)              | brak                       | Alfonso Ugarte             | José Leyva                 | Alfonso Ugarte             | 25                         | Marcos Calderón (6)        | Alianza Lima               |                            |
| 1976 | Unión Huaral (1)               | 2–0                        | Sport Boys                 | Alejandro Luces            | Unión Huaral               | 17                         | Moisés Barack              | Unión Huaral               |                            |
| 1977 | Alianza Lima (16)              | brak                       | Sporting Cristal           | Freddy Ravello             | Alianza Lima               | 21                         | Juan Hohberg (2)           | Alianza Lima               |                            |
| 1978 | Alianza Lima (17)              | brak                       | Universitario de Deportes  | Juan José Oré              | Universitario de Deportes  | 19                         | Juan Hohberg (3)           | Alianza Lima               |                            |
| 1979 | Sporting Cristal (6)           | brak                       | Atlético Chalaco           | José Leyva (2)             | Alfonso Ugarte             | 28                         | Marcos Calderón (7)        | Sporting Cristal           |                            |
| 1980 | Sporting Cristal (7)           | brak                       | Atlético Torino            | Oswaldo Ramírez            | Sporting Cristal           | 18                         | Marcos Calderón (8)        | Sporting Cristal           |                            |
| 1981 | Melgar (1)                     | brak                       | Deportivo Municipal        | José Carranza              | Alianza Lima               | 15                         | Máximo Carrasco            | Melgar                     |                            |
| 1982 | Universitario de Deportes (16) | brak                       | Alianza Lima               | Percy Rojas                | Universitario de Deportes  | 19                         | Roberto Scarone (4)        | Universitario de Deportes  |                            |
| 1983 | Sporting Cristal (8)           | brak                       | Melgar                     | Juan Caballero             | Sporting Cristal           | 29                         | César Cubilla              | Sporting Cristal           |                            |
| 1984 | Sport Boys (6)                 | brak                       | Universitario de Deportes  | Jaime Drago                | Universitario de Deportes  | 13                         | Marcos Calderón (9)        | Sport Boys                 |                            |
| 1984 | Sport Boys (6)                 | brak                       | Universitario de Deportes  | Francisco Montero          | Atlético Torino            | 13                         | Marcos Calderón (9)        | Sport Boys                 |                            |
| 1985 | Universitario de Deportes (17) | brak                       | UTC                        | Genaro Neyra               | Melgar                     | 22                         | Marcos Calderón (10)       | Universitario de Deportes  |                            |
| 1986 | San Agustín (1)                | 1–0                        | Alianza Lima               | Juvenal Briceño            | Melgar                     | 16                         | Fernando Cuéllar           | San Agustín                |                            |
| 1987 | Universitario de Deportes (18) | 1–0                        | Alianza Lima               | Fidel Suárez               | Universitario de Deportes  | 20                         | Juan Carlos Oblitas        | Universitario de Deportes  |                            |
| 1988 | Sporting Cristal (9)           | 2–1 (pd)                   | Universitario de Deportes  | Alberto Mora               | Octavio Espinosa           | 15                         | Alberto Gallardo           | Sporting Cristal           |                            |
| 1989 | Unión Huaral (2)               | 1–0                        | Sporting Cristal           | Carlos Delgado             | Carlos A. Mannucci         | 14                         | Simo Vilic                 | Unión Huaral               |                            |
| 1990 | Universitario de Deportes (19) | 4–2                        | Sport Boys                 | Cláudio Adão               | Sport Boys                 | 31                         | Fernando Cuéllar (2)       | Universitario de Deportes  |                            |
| 1991 | Sporting Cristal (10)          | brak                       | Sport Boys                 | Horacio Baldessari         | Sporting Cristal           | 25                         | Juan Carlos Oblitas (2)    | Sporting Cristal           |                            |
| 1992 | Universitario de Deportes (20) | brak                       | Sporting Cristal           | Marquinho                  | Sport Boys                 | 18                         | Ivan Brzić                 | Universitario de Deportes  |                            |
| 1993 | Universitario de Deportes (21) | brak                       | Alianza Lima               | Waldir Sáenz               | Alianza Lima               | 31                         | Sergio Markarián           | Universitario de Deportes  |                            |
| 1994 | Sporting Cristal (11)          | brak                       | Alianza Lima               | Flavio Maestri             | Sporting Cristal           | 25                         | Juan Carlos Oblitas (3)    | Sporting Cristal           |                            |
| 1995 | Sporting Cristal (12)          | brak                       | Universitario de Deportes  | Julinho                    | Sporting Cristal           | 23                         | Juan Carlos Oblitas (4)    | Sporting Cristal           |                            |
| 1996 | Sporting Cristal (13)          | brak                       | Alianza Lima               | Waldir Sáenz (2)           | Alianza Lima               | 20                         | Sergio Markarián (2)       | Sporting Cristal           |                            |
| 1997 | Alianza Lima (18)              | brak                       | Sporting Cristal           | Ricardo Zegarra            | Alianza Atlético           | 17                         | Jorge Luis Pinto           | Alianza Lima               |                            |
| 1998 | Universitario de Deportes (22) | 1–2                        | Sporting Cristal           | Nílson                     | Sporting Cristal           | 25                         | Osvaldo Piazza             | Universitario de Deportes  |                            |
| 1998 | Universitario de Deportes (22) | 2–1 (4–2 k)                | Sporting Cristal           | Nílson                     | Sporting Cristal           | 25                         | Osvaldo Piazza             | Universitario de Deportes  |                            |
| 1999 | Universitario de Deportes (23) | 3–0                        | Alianza Lima               | Ysrael Zúñiga              | Melgar                     | 32                         | Roberto Chale              | Universitario de Deportes  |                            |
| 1999 | Universitario de Deportes (23) | 0–1                        | Alianza Lima               | Ysrael Zúñiga              | Melgar                     | 32                         | Roberto Chale              | Universitario de Deportes  |                            |
| 2000 | Universitario de Deportes (24) | brak                       | Sporting Cristal           | Eduardo Esídio             | Universitario de Deportes  | 37                         | Roberto Chale (2)          | Universitario de Deportes  |                            |
| 2001 | Alianza Lima (19)              | 3–2                        | Cienciano                  | Jorge Ramírez              | Deportivo Wanka            | 21                         | Bernabé Herráez            | Alianza Lima               |                            |
| 2001 | Alianza Lima (19)              | 0–1 (4–2 k)                | Cienciano                  | Jorge Ramírez              | Deportivo Wanka            | 21                         | Bernabé Herráez            | Alianza Lima               |                            |
| 2002 | Sporting Cristal (14)          | brak                       | Universitario de Deportes  | Luis Fabián Artime         | Melgar                     | 24                         | Paulo Autuori              | Sporting Cristal           |                            |
| 2003 | Alianza Lima (20)              | 2–1 (pd)                   | Sporting Cristal           | Luis Bonnet                | Sporting Cristal           | 20                         | Gustavo Costas             | Alianza Lima               |                            |
| 2004 | Alianza Lima (21)              | 0–0 (5–4 k)                | Sporting Cristal           | Gabriel García             | Melgar                     | 35                         | Gustavo Costas (2)         | Alianza Lima               |                            |
| 2005 | Sporting Cristal (15)          | 1–0                        | Cienciano                  | Miguel Mostto              | Cienciano                  | 18                         | José del Solar             | Sporting Cristal           |                            |
| 2006 | Alianza Lima (22)              | 0–1                        | Cienciano                  | Miguel Mostto (2)          | Cienciano                  | 22                         | Gerardo Pelusso            | Alianza Lima               |                            |
| 2006 | Alianza Lima (22)              | 3–1                        | Cienciano                  | Miguel Mostto (2)          | Cienciano                  | 22                         | Gerardo Pelusso            | Alianza Lima               |                            |
| 2007 | Universidad San Martín (1)     | brak                       | Coronel Bolognesi          | Johan Fano                 | Universitario de Deportes  | 19                         | Víctor Rivera              | Universidad San Martín     |                            |
| 2008 | Universidad San Martín (2)     | brak                       | Universitario de Deportes  | Miguel Ximénez             | Sporting Cristal           | 32                         | Víctor Rivera (2)          | Universidad San Martín     |                            |
| 2009 | Universitario de Deportes (25) | 1–0                        | Alianza Lima               | Richard Estigarribia       | Total Chalaco              | 23                         | Juan Reynoso               | Universitario de Deportes  |                            |
| 2009 | Universitario de Deportes (25) | 1–0                        | Alianza Lima               | Richard Estigarribia       | Total Chalaco              | 23                         | Juan Reynoso               | Universitario de Deportes  |                            |
| 2010 | Universidad San Martín (3)     | 1–1                        | León Huánuco               | Héber Arriola              | Universidad San Martín     | 24                         | Aníbal Ruiz                | Universidad San Martín     |                            |
| 2010 | Universidad San Martín (3)     | 2–1                        | León Huánuco               | Héber Arriola              | Universidad San Martín     | 24                         | Aníbal Ruiz                | Universidad San Martín     |                            |
| 2011 | Juan Aurich (1)                | 1–2                        | Alianza Lima               | Luis Tejada                | Juan Aurich                | 17                         | Diego Umaña                | Juan Aurich                |                            |
| 2011 | Juan Aurich (1)                | 1–0                        | Alianza Lima               | Luis Tejada                | Juan Aurich                | 17                         | Diego Umaña                | Juan Aurich                |                            |
| 2011 | Juan Aurich (1)                | 0–0 (3–1 k)                | Alianza Lima               | Luis Tejada                | Juan Aurich                | 17                         | Diego Umaña                | Juan Aurich                |                            |
| 2012 | Sporting Cristal (16)          | 1–0                        | Real Garcilaso             | Andy Pando                 | Real Garcilaso             | 27                         | Roberto Mosquera           | Sporting Cristal           |                            |
| 2012 | Sporting Cristal (16)          | 1–0                        | Real Garcilaso             | Andy Pando                 | Real Garcilaso             | 27                         | Roberto Mosquera           | Sporting Cristal           |                            |
| 2013 | Universitario de Deportes (26) | 2–3                        | Real Garcilaso             | Víctor Rossel              | Unión Comercio             | 21                         | Ángel Comizzo              | Universitario de Deportes  |                            |
| 2013 | Universitario de Deportes (26) | 3–0                        | Real Garcilaso             | Raúl Ruidíaz               | Universitario de Deportes  | 21                         | Ángel Comizzo              | Universitario de Deportes  |                            |
| 2013 | Universitario de Deportes (26) | 1–1 (5–4 k)                | Real Garcilaso             | Raúl Ruidíaz               | Universitario de Deportes  | 21                         | Ángel Comizzo              | Universitario de Deportes  |                            |
| 2014 | Sporting Cristal (17)          | 2–2                        | Juan Aurich                | Santiago Silva             | Universidad San Martín     | 23                         | Daniel Ahmed               | Sporting Cristal           |                            |
| 2014 | Sporting Cristal (17)          | 0–0                        | Juan Aurich                | Santiago Silva             | Universidad San Martín     | 23                         | Daniel Ahmed               | Sporting Cristal           |                            |
| 2014 | Sporting Cristal (17)          | 3–2 (pd)                   | Juan Aurich                | Santiago Silva             | Universidad San Martín     | 23                         | Daniel Ahmed               | Sporting Cristal           |                            |
| 2015 | Melgar (2)                     | 2–2                        | Sporting Cristal           | Lionard Pajoy              | Unión Comercio             | 25                         | Juan Reynoso (2)           | Melgar                     |                            |
| 2015 | Melgar (2)                     | 3–2                        | Sporting Cristal           | Lionard Pajoy              | Unión Comercio             | 25                         | Juan Reynoso (2)           | Melgar                     |                            |
| 2016 | Sporting Cristal (18)          | 1–1                        | Melgar                     | Robinson Aponzá            | Alianza Atlético           | 30                         | Mariano Soso               | Sporting Cristal           |                            |
| 2016 | Sporting Cristal (18)          | 0–0                        | Melgar                     | Robinson Aponzá            | Alianza Atlético           | 30                         | Mariano Soso               | Sporting Cristal           |                            |
| 2017 | Alianza Lima (23)              | brak                       | Real Garcilaso             | Irven Ávila                | Sporting Cristal           | 22                         | Pablo Bengoechea           | Alianza Lima               |                            |
| 2018 | Sporting Cristal (19)          | 4–1                        | Alianza Lima               | Emanuel Herrera            | Sporting Cristal           | 40                         | Mario Salas                | Sporting Cristal           |                            |
| 2018 | Sporting Cristal (19)          | 3–0                        | Alianza Lima               | Emanuel Herrera            | Sporting Cristal           | 40                         | Mario Salas                | Sporting Cristal           |                            |
| 2019 | Binacional (1)                 | 4–1                        | Alianza Lima               | Bernardo Cuesta            | Melgar                     | 27                         | Roberto Mosquera (2)       | Binacional                 |                            |
| 2019 | Binacional (1)                 | 0–2                        | Alianza Lima               | Bernardo Cuesta            | Melgar                     | 27                         | Roberto Mosquera (2)       | Binacional                 |                            |
| 2020 | Sporting Cristal (20)          | 2–1                        | Universitario de Deportes  | Emanuel Herrera (2)        | Sporting Cristal           | 20                         | Roberto Mosquera (3)       | Sporting Cristal           |                            |
| 2020 | Sporting Cristal (20)          | 1–1                        | Universitario de Deportes  | Emanuel Herrera (2)        | Sporting Cristal           | 20                         | Roberto Mosquera (3)       | Sporting Cristal           |                            |
| 2021 | Alianza Lima (24)              | 1–0                        | Sporting Cristal           | Luis Iberico               | Melgar                     | 12                         | Carlos Bustos              | Alianza Lima               |                            |
| 2021 | Alianza Lima (24)              | 0–0                        | Sporting Cristal           | Felipe Rodríguez           | Carlos A. Mannucci         | 12                         | Carlos Bustos              | Alianza Lima               |                            |
| 2022 | Alianza Lima (25)              | 0–1                        | Melgar                     | Luis Benites               | Sport Huancayo             | 19                         | Guillermo Salas            | Alianza Lima               |                            |
| 2022 | Alianza Lima (25)              | 2–0                        | Melgar                     | Luis Benites               | Sport Huancayo             | 19                         | Guillermo Salas            | Alianza Lima               |                            |
| 2023 | Universitario de Deportes (27) | 1–1                        | Alianza Lima               | Santiago Giordana          | Deportivo Garcilaso        | 22                         | Jorge Fossati              | Universitario de Deportes  |                            |
| 2023 | Universitario de Deportes (27) | 2–0                        | Alianza Lima               | Santiago Giordana          | Deportivo Garcilaso        | 22                         | Jorge Fossati              | Universitario de Deportes  |                            |
| 2024 | Universitario de Deportes (28) | brak                       | Sporting Cristal           | Martín Cauteruccio         | Sporting Cristal           | 35                         | Fabián Bustos              | Universitario de Deportes  |                            |

Legenda:
- pd – po dogrywce
- k – seria rzutów karnych

W kolumnie „mistrz” w nawiasie podano, który w swojej historii tytuł mistrzowski zdobył dany klub.

W kolumnie „zawodnik” w nawiasie podano, który w swojej karierze tytuł króla strzelców zdobył piłkarz.

W kolumnie „trener” w nawiasie podano, który w swojej karierze tytuł mistrza zdobył trener.

## Klasyfikacja medalowa
| #   | Klub                      | Tytuły | Tytuły |                    | Tytuły (lata)      | Tytuły (lata)      | Tytuły (lata)      | Tytuły (lata)      | Tytuły (lata)      | Tytuły (lata)      | Tytuły (lata)      | Tytuły (lata)      | Tytuły (lata)      | Tytuły (lata)          | Tytuły (lata)          | Tytuły (lata)          | Tytuły (lata)          | Tytuły (lata)          | Tytuły (lata)          | Tytuły (lata)          | Tytuły (lata)          | Tytuły (lata)          | Tytuły (lata)          | Tytuły (lata) |
| #   | Klub                      |        |        | Mistrzostwa (lata) | Mistrzostwa (lata) | Mistrzostwa (lata) | Mistrzostwa (lata) | Mistrzostwa (lata) | Mistrzostwa (lata) | Mistrzostwa (lata) | Mistrzostwa (lata) | Mistrzostwa (lata) | Mistrzostwa (lata) | Wicemistrzostwa (lata) | Wicemistrzostwa (lata) | Wicemistrzostwa (lata) | Wicemistrzostwa (lata) | Wicemistrzostwa (lata) | Wicemistrzostwa (lata) | Wicemistrzostwa (lata) | Wicemistrzostwa (lata) | Wicemistrzostwa (lata) | Wicemistrzostwa (lata) |               |
| --- | ------------------------- | ------ | ------ | ------------------ | ------------------ | ------------------ | ------------------ | ------------------ | ------------------ | ------------------ | ------------------ | ------------------ | ------------------ | ---------------------- | ---------------------- | ---------------------- | ---------------------- | ---------------------- | ---------------------- | ---------------------- | ---------------------- | ---------------------- | ---------------------- | ------------- |
| 1.  | Universitario de Deportes | 28     | 15     | 1929               | 1934               | 1939               | 1941               | 1945               | 1946               | 1949               | 1959               | 1960               | 1964               | 1928                   | 1932                   | 1933                   | 1940                   | 1955                   | 1965                   | 1970                   | 1972                   | 1978                   | 1984                   |               |
| 1.  | Universitario de Deportes | 28     | 15     | 1966               | 1967               | 1969               | 1971               | 1974               | 1982               | 1985               | 1987               | 1990               | 1992               | 1988                   | 1995                   | 2002                   | 2008                   | 2020                   |                        |                        |                        |                        |                        |               |
| 1.  | Universitario de Deportes | 28     | 15     | 1993               | 1998               | 1999               | 2000               | 2009               | 2013               | 2023               | 2024               |                    |                    |                        |                        |                        |                        |                        |                        |                        |                        |                        |                        |               |
|     |                           |        |        |                    |                    |                    |                    |                    |                    |                    |                    |                    |                    |                        |                        |                        |                        |                        |                        |                        |                        |                        |                        |               |
| 2.  | Alianza Lima              | 25     | 25     | 1918               | 1919               | 1927               | 1928               | 1931               | 1932               | 1933               | 1948               | 1952               | 1954               | 1914                   | 1917                   | 1926                   | 1930                   | 1934                   | 1935                   | 1937                   | 1943                   | 1953                   | 1956                   |               |
| 2.  | Alianza Lima              | 25     | 25     | 1955               | 1962               | 1963               | 1965               | 1975               | 1977               | 1978               | 1997               | 2001               | 2003               | 1961                   | 1964                   | 1971                   | 1982                   | 1986                   | 1987                   | 1993                   | 1994                   | 1996                   | 1999                   |               |
| 2.  | Alianza Lima              | 25     | 25     | 2004               | 2006               | 2017               | 2021               | 2022               |                    |                    |                    |                    |                    | 2009                   | 2011                   | 2018                   | 2019                   | 2023                   |                        |                        |                        |                        |                        |               |
|     |                           |        |        |                    |                    |                    |                    |                    |                    |                    |                    |                    |                    |                        |                        |                        |                        |                        |                        |                        |                        |                        |                        |               |
| 3.  | Sporting Cristal          | 20     | 15     | 1956               | 1961               | 1968               | 1970               | 1972               | 1979               | 1980               | 1983               | 1988               | 1991               | 1962                   | 1963                   | 1967                   | 1973                   | 1977                   | 1989                   | 1992                   | 1997                   | 1998                   | 2000                   |               |
| 3.  | Sporting Cristal          | 20     | 15     | 1994               | 1995               | 1996               | 2002               | 2005               | 2012               | 2014               | 2016               | 2018               | 2020               | 2003                   | 2004                   | 2015                   | 2021                   | 2024                   |                        |                        |                        |                        |                        |               |
|     |                           |        |        |                    |                    |                    |                    |                    |                    |                    |                    |                    |                    |                        |                        |                        |                        |                        |                        |                        |                        |                        |                        |               |
| 4.  | Sport Boys                | 6      | 9      | 1935               | 1937               | 1942               | 1951               | 1958               | 1984               |                    |                    |                    |                    | 1938                   | 1950                   | 1952                   | 1959                   | 1960                   | 1966                   | 1976                   | 1990                   | 1991                   |                        |               |
|     |                           |        |        |                    |                    |                    |                    |                    |                    |                    |                    |                    |                    |                        |                        |                        |                        |                        |                        |                        |                        |                        |                        |               |
| 5.  | Deportivo Municipal       | 4      | 8      | 1938               | 1940               | 1943               | 1950               |                    |                    |                    |                    |                    |                    | 1941                   | 1942                   | 1944                   | 1945                   | 1946                   | 1947                   | 1951                   | 1981                   |                        |                        |               |
|     |                           |        |        |                    |                    |                    |                    |                    |                    |                    |                    |                    |                    |                        |                        |                        |                        |                        |                        |                        |                        |                        |                        |               |
| 6.  | Universidad San Martín    | 3      | 0      | 2007               | 2008               | 2010               |                    |                    |                    |                    |                    |                    |                    |                        |                        |                        |                        |                        |                        |                        |                        |                        |                        |               |
|     |                           |        |        |                    |                    |                    |                    |                    |                    |                    |                    |                    |                    |                        |                        |                        |                        |                        |                        |                        |                        |                        |                        |               |
| 7.  | Atlético Chalaco          | 2      | 4      | 1930               | 1947               |                    |                    |                    |                    |                    |                    |                    |                    | 1948                   | 1957                   | 1958                   | 1979                   |                        |                        |                        |                        |                        |                        |               |
|     |                           |        |        |                    |                    |                    |                    |                    |                    |                    |                    |                    |                    |                        |                        |                        |                        |                        |                        |                        |                        |                        |                        |               |
| 8.  | Melgar                    | 2      | 3      | 1981               | 2015               |                    |                    |                    |                    |                    |                    |                    |                    | 1983                   | 2016                   | 2022                   |                        |                        |                        |                        |                        |                        |                        |               |
|     |                           |        |        |                    |                    |                    |                    |                    |                    |                    |                    |                    |                    |                        |                        |                        |                        |                        |                        |                        |                        |                        |                        |               |
| 9.  | Mariscal Sucre            | 2      | 2      | 1944               | 1953               |                    |                    |                    |                    |                    |                    |                    |                    | 1939                   | 1949                   |                        |                        |                        |                        |                        |                        |                        |                        |               |
|     |                           |        |        |                    |                    |                    |                    |                    |                    |                    |                    |                    |                    |                        |                        |                        |                        |                        |                        |                        |                        |                        |                        |               |
| 10. | Lima Cricket              | 2      | 1      | 1912               | 1914               |                    |                    |                    |                    |                    |                    |                    |                    | 1913                   |                        |                        |                        |                        |                        |                        |                        |                        |                        |               |
| 10. |                           |        |        |                    |                    |                    |                    |                    |                    |                    |                    |                    |                    |                        |                        |                        |                        |                        |                        |                        |                        |                        |                        |               |
| 10. | Sport Progreso            | 2      | 1      | 1921               | 1926               |                    |                    |                    |                    |                    |                    |                    |                    | 1920                   |                        |                        |                        |                        |                        |                        |                        |                        |                        |               |
| 10. |                           |        |        |                    |                    |                    |                    |                    |                    |                    |                    |                    |                    |                        |                        |                        |                        |                        |                        |                        |                        |                        |                        |               |
| 10. | Unión Huaral              | 2      | 1      | 1976               | 1989               |                    |                    |                    |                    |                    |                    |                    |                    | 1974                   |                        |                        |                        |                        |                        |                        |                        |                        |                        |               |
|     |                           |        |        |                    |                    |                    |                    |                    |                    |                    |                    |                    |                    |                        |                        |                        |                        |                        |                        |                        |                        |                        |                        |               |
| 13. | Sport José Gálvez         | 2      | 0      | 1915               | 1916               |                    |                    |                    |                    |                    |                    |                    |                    |                        |                        |                        |                        |                        |                        |                        |                        |                        |                        |               |
|     |                           |        |        |                    |                    |                    |                    |                    |                    |                    |                    |                    |                    |                        |                        |                        |                        |                        |                        |                        |                        |                        |                        |               |
| 14. | Juan Aurich               | 1      | 2      | 2011               |                    |                    |                    |                    |                    |                    |                    |                    |                    | 1968                   | 2014                   |                        |                        |                        |                        |                        |                        |                        |                        |               |
|     |                           |        |        |                    |                    |                    |                    |                    |                    |                    |                    |                    |                    |                        |                        |                        |                        |                        |                        |                        |                        |                        |                        |               |
| 15. | Jorge Chávez Nr. 1        | 1      | 1      | 1913               |                    |                    |                    |                    |                    |                    |                    |                    |                    | 1916                   |                        |                        |                        |                        |                        |                        |                        |                        |                        |               |
|     |                           |        |        |                    |                    |                    |                    |                    |                    |                    |                    |                    |                    |                        |                        |                        |                        |                        |                        |                        |                        |                        |                        |               |
| 16. | Sport Juan Bielovucic     | 1      | 0      | 1917               |                    |                    |                    |                    |                    |                    |                    |                    |                    |                        |                        |                        |                        |                        |                        |                        |                        |                        |                        |               |
| 16. |                           |        |        |                    |                    |                    |                    |                    |                    |                    |                    |                    |                    |                        |                        |                        |                        |                        |                        |                        |                        |                        |                        |               |
| 16. | Sport Inca                | 1      | 0      | 1920               |                    |                    |                    |                    |                    |                    |                    |                    |                    |                        |                        |                        |                        |                        |                        |                        |                        |                        |                        |               |
| 16. |                           |        |        |                    |                    |                    |                    |                    |                    |                    |                    |                    |                    |                        |                        |                        |                        |                        |                        |                        |                        |                        |                        |               |
| 16. | Centro Iqueño             | 1      | 0      | 1957               |                    |                    |                    |                    |                    |                    |                    |                    |                    |                        |                        |                        |                        |                        |                        |                        |                        |                        |                        |               |
| 16. |                           |        |        |                    |                    |                    |                    |                    |                    |                    |                    |                    |                    |                        |                        |                        |                        |                        |                        |                        |                        |                        |                        |               |
| 16. | Defensor Lima             | 1      | 0      | 1973               |                    |                    |                    |                    |                    |                    |                    |                    |                    |                        |                        |                        |                        |                        |                        |                        |                        |                        |                        |               |
| 16. |                           |        |        |                    |                    |                    |                    |                    |                    |                    |                    |                    |                    |                        |                        |                        |                        |                        |                        |                        |                        |                        |                        |               |
| 16. | San Agustín               | 1      | 0      | 1986               |                    |                    |                    |                    |                    |                    |                    |                    |                    |                        |                        |                        |                        |                        |                        |                        |                        |                        |                        |               |
| 16. |                           |        |        |                    |                    |                    |                    |                    |                    |                    |                    |                    |                    |                        |                        |                        |                        |                        |                        |                        |                        |                        |                        |               |
| 16. | Deportivo Binacional      | 1      | 0      | 2019               |                    |                    |                    |                    |                    |                    |                    |                    |                    |                        |                        |                        |                        |                        |                        |                        |                        |                        |                        |               |
|     |                           |        |        |                    |                    |                    |                    |                    |                    |                    |                    |                    |                    |                        |                        |                        |                        |                        |                        |                        |                        |                        |                        |               |
| 22. | Cienciano                 | 0      | 3      |                    |                    |                    |                    |                    |                    |                    |                    |                    |                    | 2001                   | 2005                   | 2006                   |                        |                        |                        |                        |                        |                        |                        |               |
| 22. |                           |        |        |                    |                    |                    |                    |                    |                    |                    |                    |                    |                    |                        |                        |                        |                        |                        |                        |                        |                        |                        |                        |               |
| 22. | Cusco                     | 0      | 3      |                    |                    |                    |                    |                    |                    |                    |                    |                    |                    | 2012                   | 2013                   | 2017                   |                        |                        |                        |                        |                        |                        |                        |               |
|     |                           |        |        |                    |                    |                    |                    |                    |                    |                    |                    |                    |                    |                        |                        |                        |                        |                        |                        |                        |                        |                        |                        |               |
| 24. | Jorge Chávez Nr. 2        | 0      | 2      |                    |                    |                    |                    |                    |                    |                    |                    |                    |                    | 1918                   | 1921                   |                        |                        |                        |                        |                        |                        |                        |                        |               |
| 24. |                           |        |        |                    |                    |                    |                    |                    |                    |                    |                    |                    |                    |                        |                        |                        |                        |                        |                        |                        |                        |                        |                        |               |
| 24. | Sporting Tabaco           | 0      | 2      |                    |                    |                    |                    |                    |                    |                    |                    |                    |                    | 1931                   | 1954                   |                        |                        |                        |                        |                        |                        |                        |                        |               |
|     |                           |        |        |                    |                    |                    |                    |                    |                    |                    |                    |                    |                    |                        |                        |                        |                        |                        |                        |                        |                        |                        |                        |               |
| 26. | Association               | 0      | 1      |                    |                    |                    |                    |                    |                    |                    |                    |                    |                    | 1912                   |                        |                        |                        |                        |                        |                        |                        |                        |                        |               |
| 26. |                           |        |        |                    |                    |                    |                    |                    |                    |                    |                    |                    |                    |                        |                        |                        |                        |                        |                        |                        |                        |                        |                        |               |
| 26. | Atlético Peruano          | 0      | 1      |                    |                    |                    |                    |                    |                    |                    |                    |                    |                    | 1915                   |                        |                        |                        |                        |                        |                        |                        |                        |                        |               |
| 26. |                           |        |        |                    |                    |                    |                    |                    |                    |                    |                    |                    |                    |                        |                        |                        |                        |                        |                        |                        |                        |                        |                        |               |
| 26. | Sport Sáenz Peña          | 0      | 1      |                    |                    |                    |                    |                    |                    |                    |                    |                    |                    | 1919                   |                        |                        |                        |                        |                        |                        |                        |                        |                        |               |
| 26. |                           |        |        |                    |                    |                    |                    |                    |                    |                    |                    |                    |                    |                        |                        |                        |                        |                        |                        |                        |                        |                        |                        |               |
| 26. | Unión Buenos Aires        | 0      | 1      |                    |                    |                    |                    |                    |                    |                    |                    |                    |                    | 1927                   |                        |                        |                        |                        |                        |                        |                        |                        |                        |               |
| 26. |                           |        |        |                    |                    |                    |                    |                    |                    |                    |                    |                    |                    |                        |                        |                        |                        |                        |                        |                        |                        |                        |                        |               |
| 26. | Circolo Sportivo Italiano | 0      | 1      |                    |                    |                    |                    |                    |                    |                    |                    |                    |                    | 1929                   |                        |                        |                        |                        |                        |                        |                        |                        |                        |               |
| 26. |                           |        |        |                    |                    |                    |                    |                    |                    |                    |                    |                    |                    |                        |                        |                        |                        |                        |                        |                        |                        |                        |                        |               |
| 26. | Defensor Arica            | 0      | 1      |                    |                    |                    |                    |                    |                    |                    |                    |                    |                    | 1969                   |                        |                        |                        |                        |                        |                        |                        |                        |                        |               |
| 26. |                           |        |        |                    |                    |                    |                    |                    |                    |                    |                    |                    |                    |                        |                        |                        |                        |                        |                        |                        |                        |                        |                        |               |
| 26. | Alfonso Ugarte            | 0      | 1      |                    |                    |                    |                    |                    |                    |                    |                    |                    |                    | 1975                   |                        |                        |                        |                        |                        |                        |                        |                        |                        |               |
| 26. |                           |        |        |                    |                    |                    |                    |                    |                    |                    |                    |                    |                    |                        |                        |                        |                        |                        |                        |                        |                        |                        |                        |               |
| 26. | Atlético Torino           | 0      | 1      |                    |                    |                    |                    |                    |                    |                    |                    |                    |                    | 1980                   |                        |                        |                        |                        |                        |                        |                        |                        |                        |               |
| 26. |                           |        |        |                    |                    |                    |                    |                    |                    |                    |                    |                    |                    |                        |                        |                        |                        |                        |                        |                        |                        |                        |                        |               |
| 26. | UTC                       | 0      | 1      |                    |                    |                    |                    |                    |                    |                    |                    |                    |                    | 1985                   |                        |                        |                        |                        |                        |                        |                        |                        |                        |               |
| 26. |                           |        |        |                    |                    |                    |                    |                    |                    |                    |                    |                    |                    |                        |                        |                        |                        |                        |                        |                        |                        |                        |                        |               |
| 26. | Coronel Bolognesi         | 0      | 1      |                    |                    |                    |                    |                    |                    |                    |                    |                    |                    | 2007                   |                        |                        |                        |                        |                        |                        |                        |                        |                        |               |
| 26. |                           |        |        |                    |                    |                    |                    |                    |                    |                    |                    |                    |                    |                        |                        |                        |                        |                        |                        |                        |                        |                        |                        |               |
| 26. | León Huánuco              | 0      | 1      |                    |                    |                    |                    |                    |                    |                    |                    |                    |                    | 2010                   |                        |                        |                        |                        |                        |                        |                        |                        |                        |               |

Pogrubioną czcionką zaznaczono kluby, które aktualnie występują w lidze.